# Manatuto (Gemeinde)
| Munisípiu Manatutu (tetum) Município de Manatuto (port.) |              |              |
| Klippen in Uma Caduac, Verwaltungsamt Laclo              |              |              |
| Daten                                                    |              |              |
| Hauptstadt                                               | Manatuto     | Manatuto     |
| Fläche                                                   | 1.783,34 km² | 1.783,34 km² |
| Einwohnerzahl (2022)                                     | 50.859       | 50.859       |
| Zahl der Haushalte (2022)                                | 8.824        | 8.824        |
| ISO 3166-2:                                              | TL-MT        | TL-MT        |
| Verwaltungsämter                                         | Einwohner    | Fläche       |
| Barique                                                  | 6.164        | 398,29 km²   |
| Laclo                                                    | 9.856        | 283,29 km²   |
| Laclubar                                                 | 12.173       | 399,79 km²   |
| Laleia                                                   | 4.192        | 226,08 km²   |
| Manatuto                                                 | 15.197       | 345,88 km²   |
| Soibada                                                  | 3.277        | 130,02 km²   |
| Karten                                                   |              |              |
| Übersichtskarte Manatuto                                 |              |              |
| Verwaltungsgliederung von Manatuto                       |              |              |

Manatuto (tetum Manatutu) ist die drittgrößte Gemeinde von Osttimor.

## Name
Der Name leitet sich von „Manatutu“ ab, dem Galoli-Wort für „pickende Vögel“.

## Geographie

### Übersicht

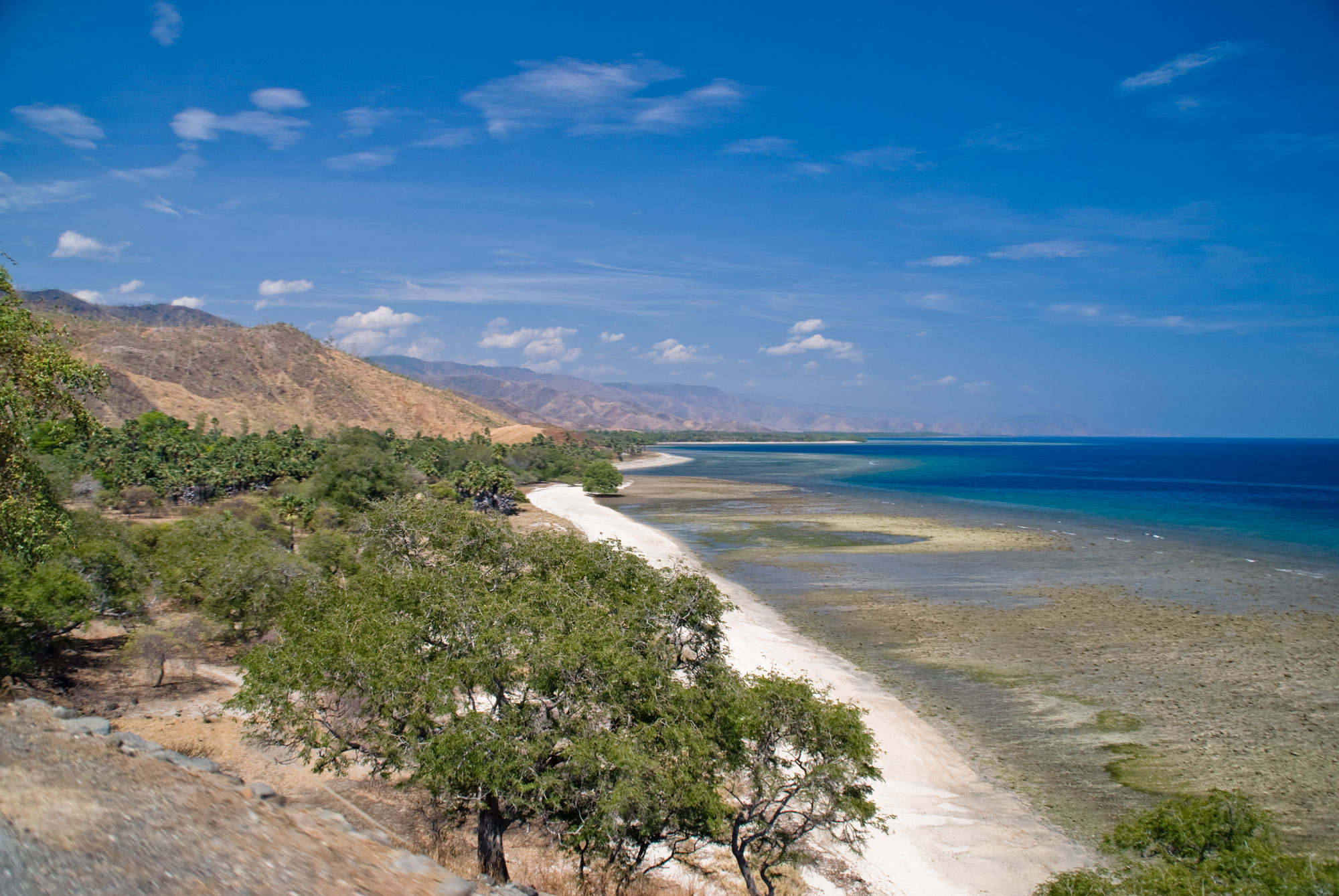
Küstenlinie zwischen Dili und Baucau

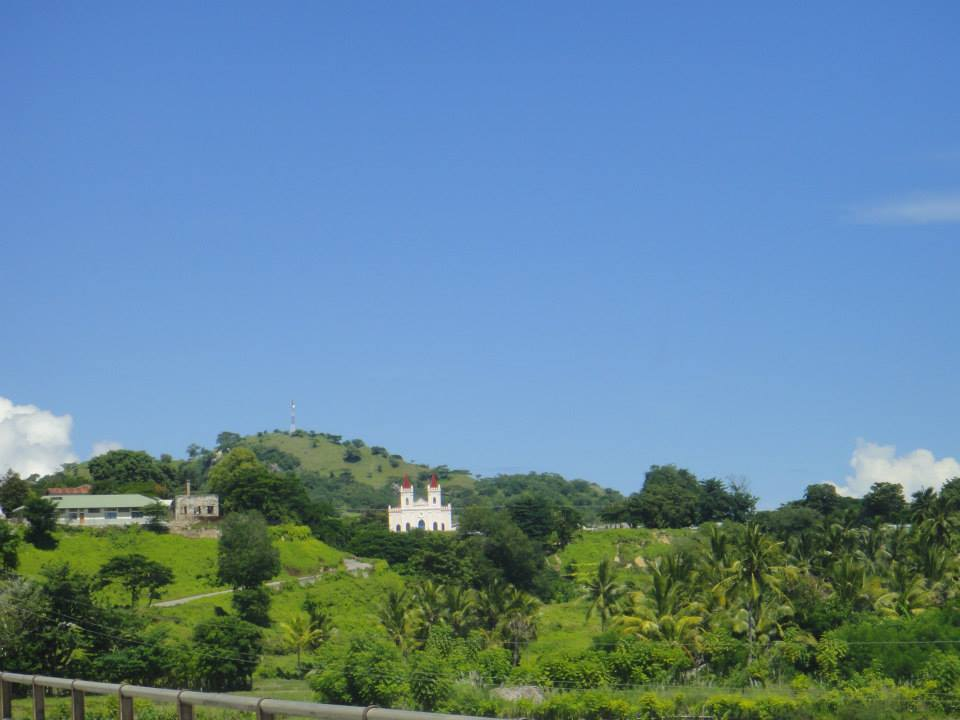
Kirche von Laleia von der Überlandstraße aus (Regenzeit)

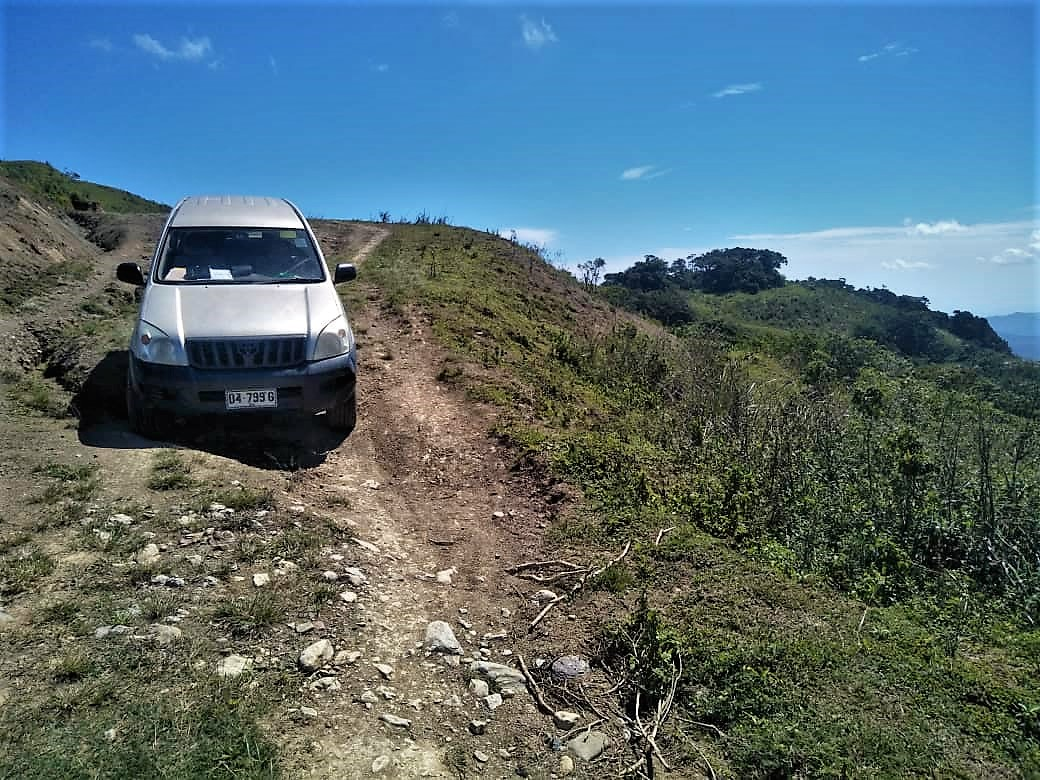
Unterwegs in Cribas

Manatuto liegt in der Mitte Osttimors und reicht von der Nordküste an der Straße von Wetar bis zur Südküste an der Timorsee. Im Osten grenzt es an die Gemeinden Baucau und Viqueque, im Westen an Manufahi, Aileu und Dili. Die beiden Küstenregionen werden durch Berge im Zentrum der Insel getrennt, die über 2000 m Höhe erreichen. Soibada und Barique sind größtenteils bewaldet, während es in Laleia kaum Wald gibt. Der Nördliche Lacló fließt durch das Verwaltungsamt Laclo, wo mehrere Flüsse in ihn münden und erreicht die timoresische Nordküste zwischen dem Ponta de Subaio und der Baía de Lanessana bei Manatuto. Den Großteil der Ostgrenze des Verwaltungsamts Barique zur Gemeinde Viqueque bildet der Rio Dilor, während die Westgrenze der Fluss Sáhen festlegt.
Die Gemeinde hat eine Fläche von 1783,34 km² und teilt sich in die sechs Verwaltungsämter Barique, Laclo, Laclubar, Laleia, Manatuto und Soibada. Die administrativen Grenzen der Verwaltungsposten und Sucos wurden mit der Gebietsreform 2015 teils sehr stark verändert (vgl. Karten). Hauptstadt ist die Stadt Manatuto.
In der Gemeinde Manatuto befinden sich mehrere Important Bird Areas. An der Nordküste liegt eine Area um den Berg Curi. Im Zentrum befindet sich die Area um den Berg Diatuto und im Süden die Area der Berge Makfahik und Sarim.

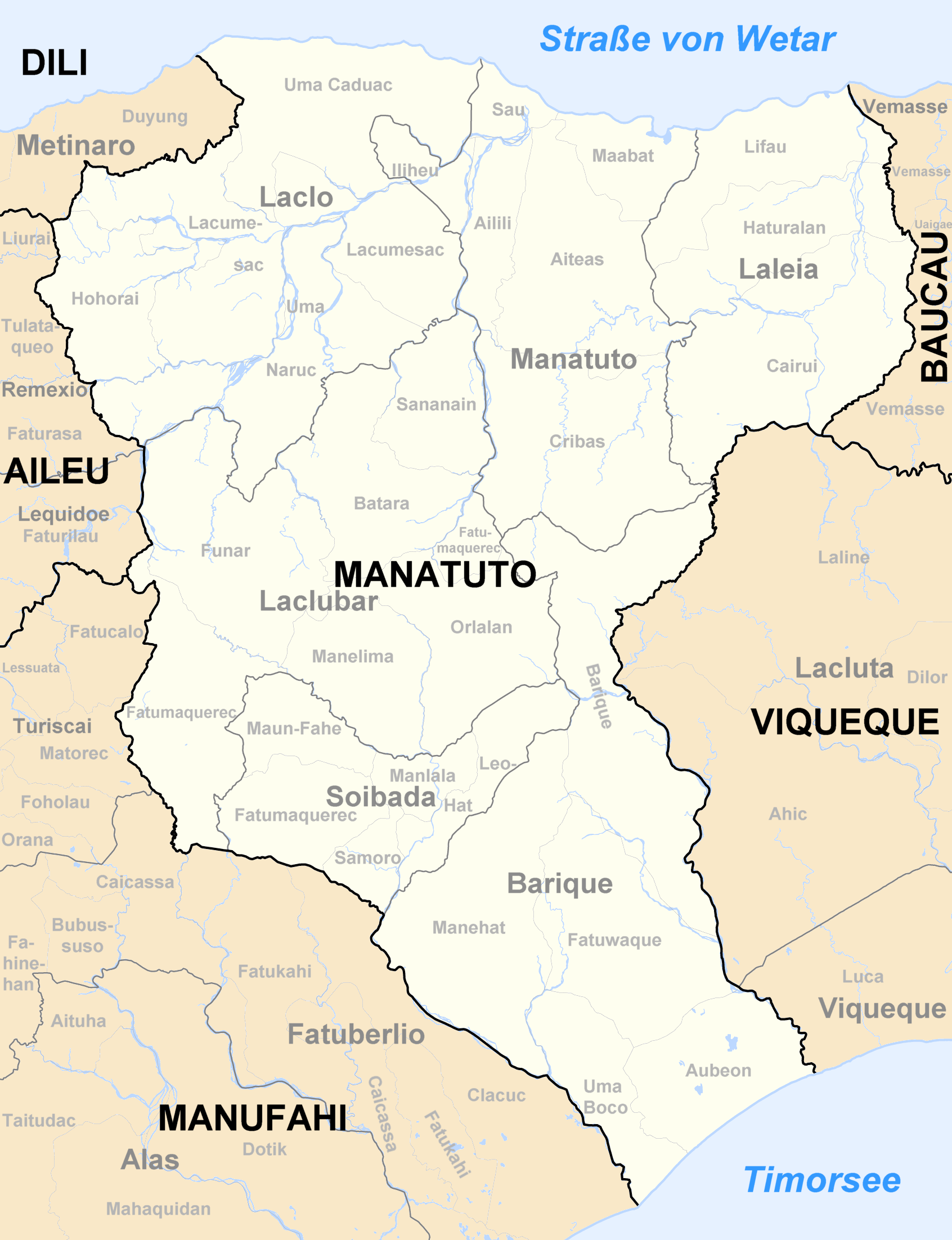
Administrative Grenzen 2004–2015
Administrative Grenzen 2015–2017
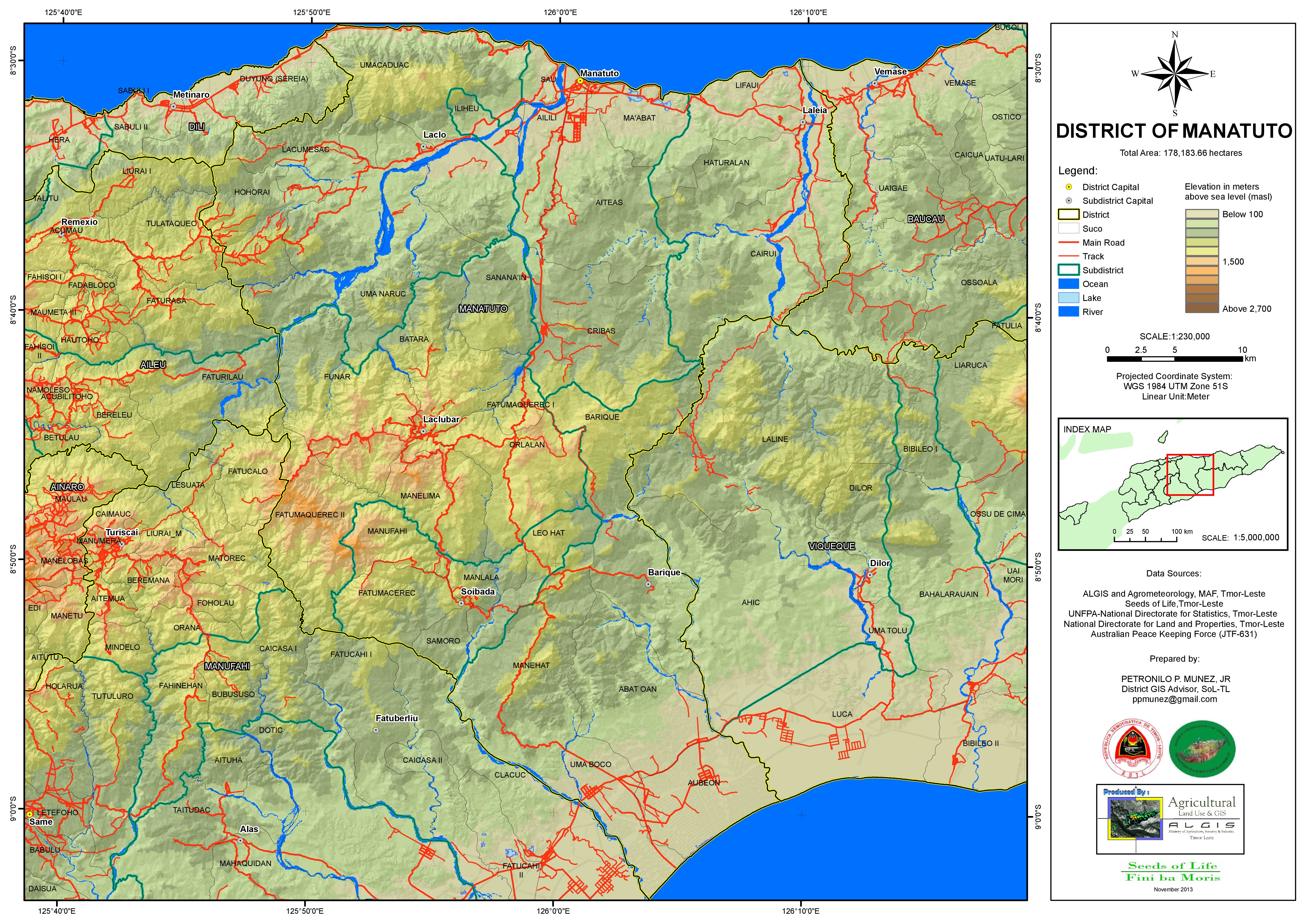
Straßennetz und Topographie Manatutos
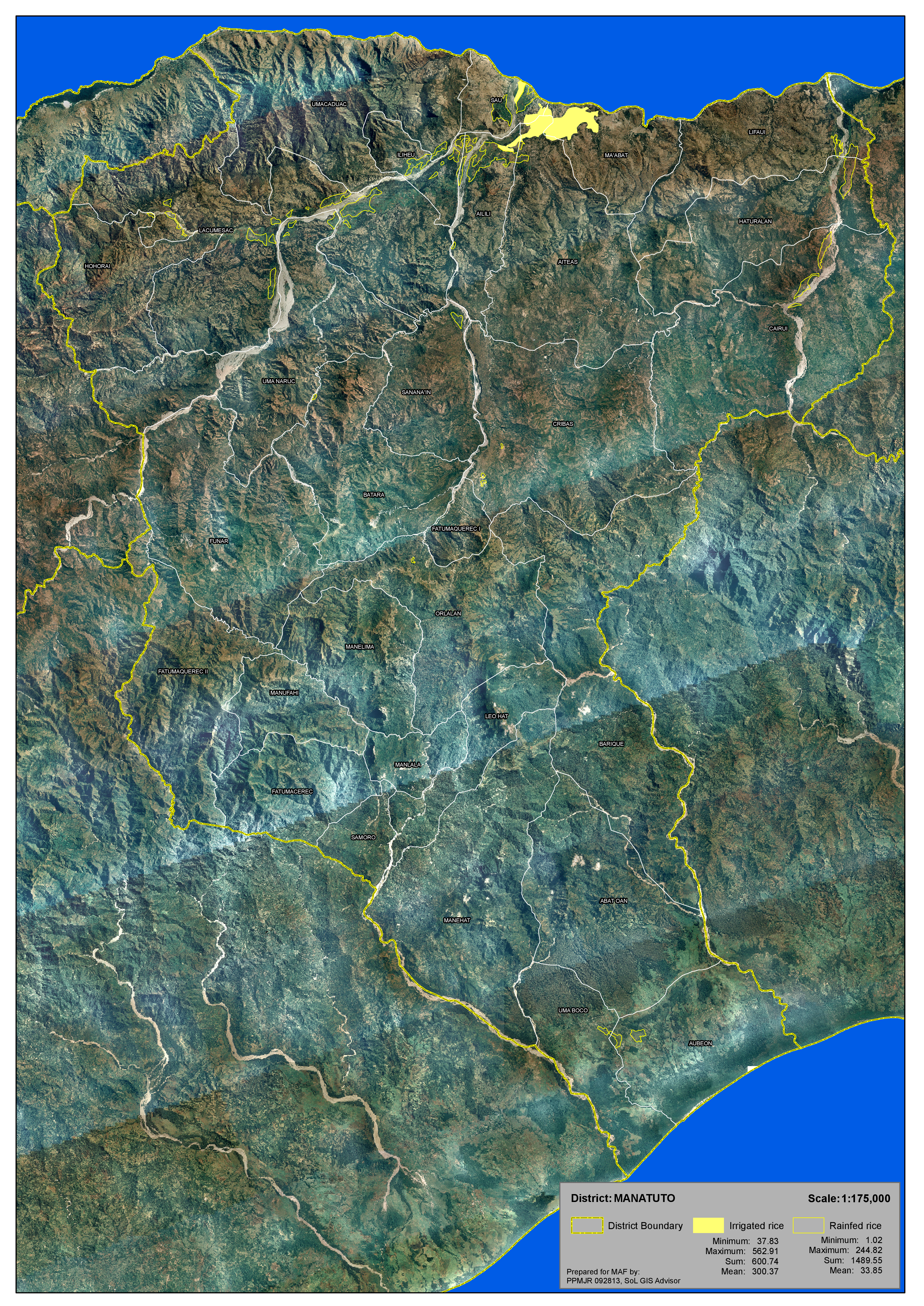
Reisanbau-gebiete in Manatuto

### Entfernungen
| Entfernungen [km]  |       |          |        |          |         |                    |
| Ort                | Laclo | Laclubar | Laleia | Manatuto | Soibada | Uma Boco (Barique) |
| Laclo              |       | 66       | 36     | 17       | 84      | 103                |
| Laclubar           | 66    |          | 68     | 49       | 26      | 41                 |
| Laleia             | 36    | 68       |        | 19       | 86      | 101                |
| Manatuto           | 17    | 49       | 19     |          | 75      | 84                 |
| Soibada            | 84    | 26       | 86     | 75       |         | 26                 |
| Uma Boco (Barique) | 103   | 41       | 101    | 84       | 26      |                    |

Manatuto liegt von der Landeshauptstadt Dili 66 Kilometer entfernt.

### Klima
Das Klima ist tropisch. Allerdings sind die jährlichen Niederschläge in der Gemeinde sehr unterschiedlich. Der Nordteil Manatutos ist eine der trockensten Regionen Timors. In der Gemeindehauptstadt Manatuto gibt es durchschnittlich nur 565 mm Niederschläge pro Jahr. Allein der Nördliche Lacló versorgt in der Trockenzeit die Region mit Wasser. Er ist einer der wenigen Flüsse im Norden Timors, der ganzjährig Wasser führt, da er auch aus dem Süden gespeist wird. Den meisten Regen im Jahr erhalten die Berge im Zentrum Manatutos, die Südküste ist mit etwa 1500 mm Niederschlägen pro Jahr ebenfalls besser mit Wasser versorgt. Durch Sáhen und Dilor ist vor allem der Süden von Barique in der Regenzeit von Überflutungen bedroht. Regen fällt hauptsächlich in der Regenzeit, die im Nord- und Südteil der Gemeinde zu unterschiedlichen Zeiten stattfindet. Die Temperatur in der Trockenzeit schwankt zwischen 18 und 32 °C im Süden und 20 und 32 °C im Norden.

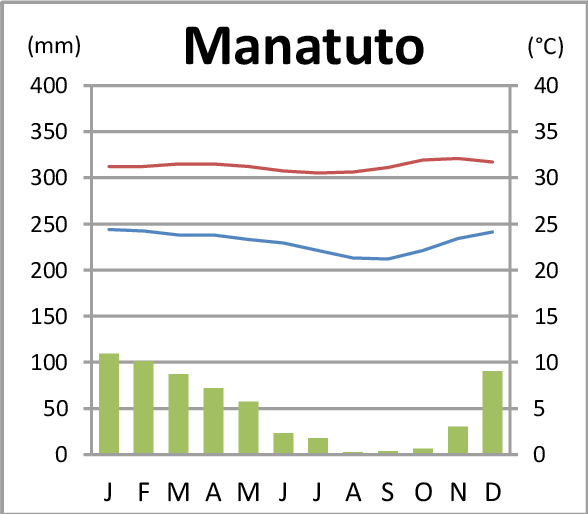
Klimadiagramm von Manatuto
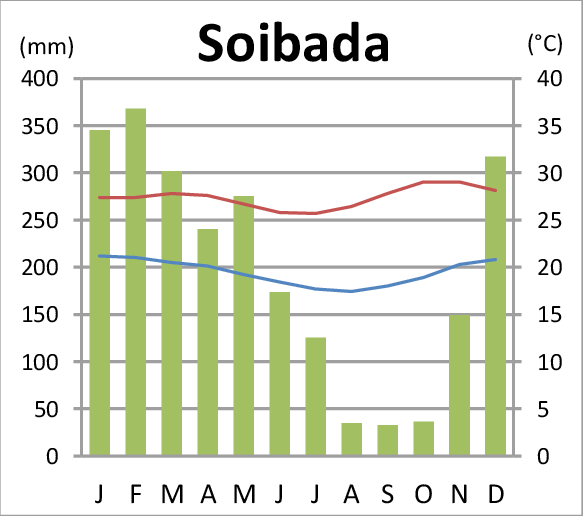
Klimadiagramm von Soibada
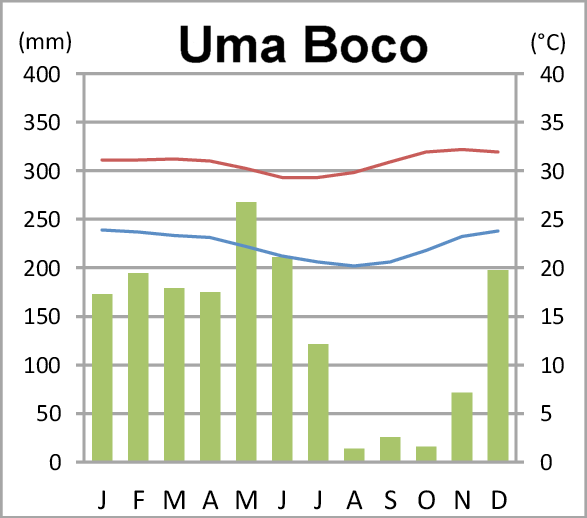
Klimadiagramm von Uma Boco

## Einwohner

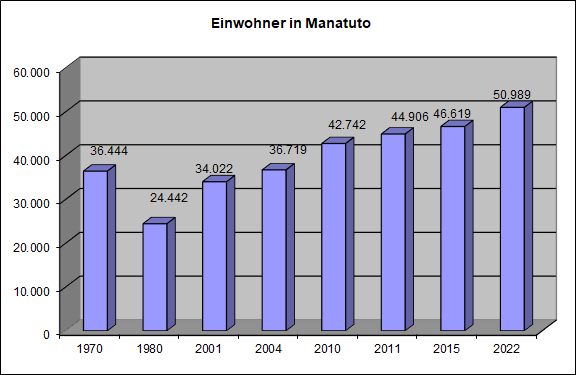
Entwicklung der Einwohnerzahl in Manatuto

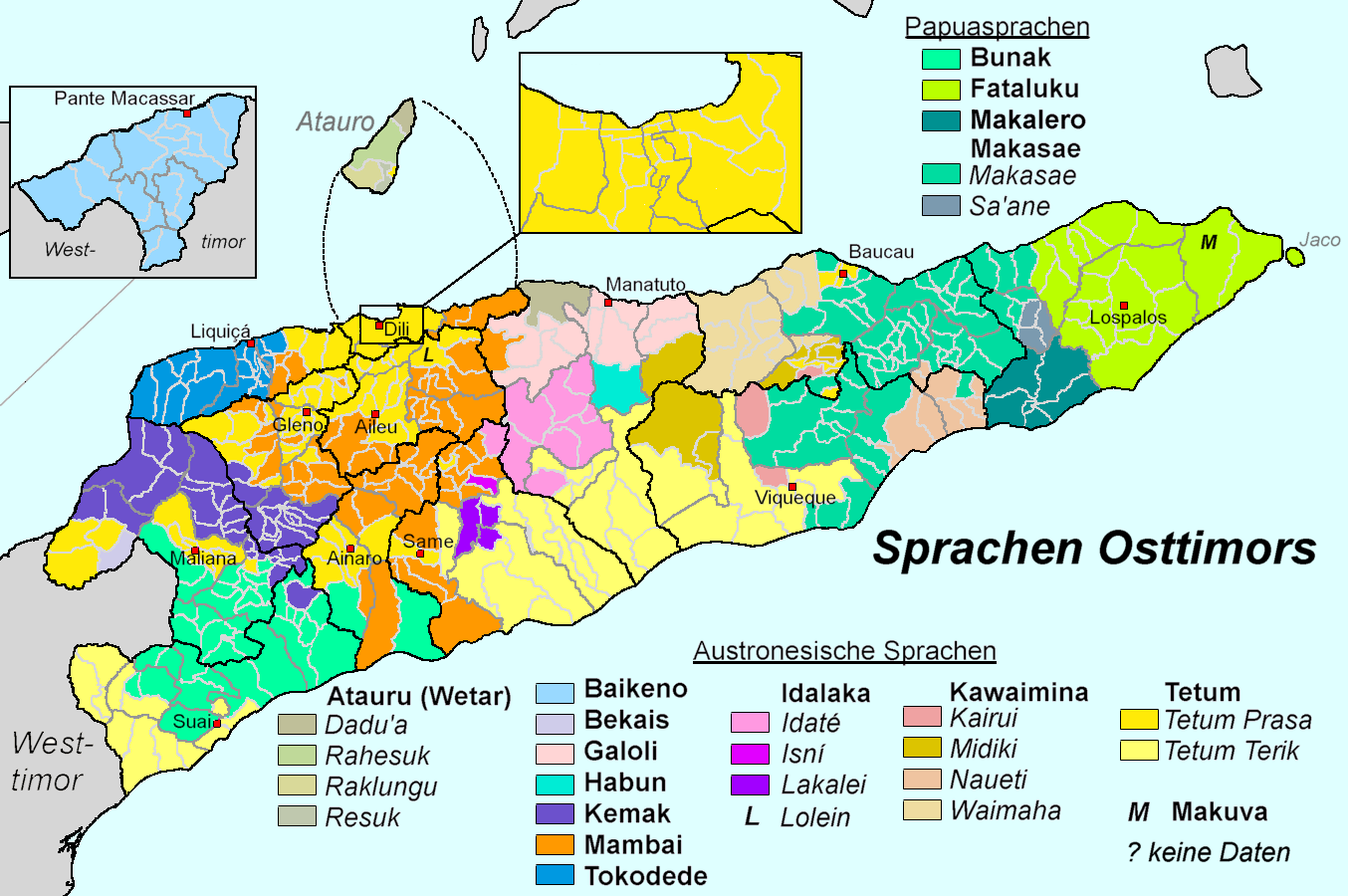
Die größten Sprachgruppen in den Sucos Osttimors.

In Manatuto leben 50.859 Menschen (2022, 2011: 44.906), von denen 25.919 Männer und 24.940 Frauen sind. Auf 104 Männern kommen 100 Frauen Zwischen 2015 und 2022 lag das jährliche Bevölkerungswachstum bei 1,2 %. Der Landesdurchschnitt liegt bei 1,8 %. Zwischen 1990 und 2004 wuchs die Zahl der Einwohner Manatutos jährlich noch um 1,06 %.
Der Altersdurchschnitt liegt bei 18,7 (2010). Hatte 2004 in Laleia jede Frau durchschnittlich 4,98 Kinder, stieg die Anzahl über 6,18 Kinder in Soibada, 6,35 in Barique, 6,50 in Manatuto und 6,51 in Laclubar, bis auf 7,25 Kinder pro Frau in Laclo an (Landesdurchschnitt 6,99). In Laclo lag die Rate an Müttern im Teenageralter auch besonders hoch. Die Kindersterblichkeit lag 2002 in Laleia bei 19 Todesfällen pro 1000 Lebendgeburten (1996: 79). Dies ist zwar landesweit der stärkste Rückgang, hier wird aber von einem Fehler bei der Erhebung der Daten ausgegangen. In Barique starben 69 Kinder (72), in Manatuto 73 (92), in Soibada 89 (78), in Laclo 114 (148) und in Laclubar 143 (122). Der Landesdurchschnitt betrug 98. Soibada und Laclubar sind zwei von 14 Verwaltungsämtern, in denen die Kindersterblichkeit entgegen dem Landestrend anstieg.
In der Gemeinde werden mehrere Nationalsprachen als Muttersprache gesprochen. 29,9 % sprechen Galoli (größte Sprachgruppe in den Verwaltungsämtern Laclo, Laleia und Manatuto); 28,8 % sprechen die Idalaka-Sprache Idaté (Verwaltungsamt Laclubar); 22,4 % sprechen Tetum, meist Tetum Terik (Verwaltungsämter Barique und Soibada); 6,6 % sprechen Mambai (Verwaltungsamt Bazartete); 4,0 % sprechen Habun im Zentrum der Gemeinde; 4,0 % sprechen den Dialekt Dadu'a des Atauru. Er wird von Nachkommen von Bewohnern der Insel Atauros gesprochen, die in Dörfer Manatutos ausgewandert sind. Etwa 1000 Einwohner sprechen Midiki und 260 Kairui, die beide zu den Kawaimina-Sprachen gehören. Berücksichtigt man auch die Zweitsprachen, so sprachen 2015 91,1 % Tetum, 37,1 % Bahasa Indonesia, 30,2 % Portugiesisch und 14,0 % Englisch.
2004 waren 97,5 % der Einwohner Katholiken, 1,9 % Anhänger der traditionellen, animistischen Religion Timors und 0,2 % Protestanten. Bei der Volkszählung 2015 registrierte man 98,49 % Katholiken, 1,07 % Protestanten, 43 Buddhisten, 34 Muslime und nur noch 27 Animisten.
Von den Einwohnern, die drei Jahre oder älter sind, besuchten 2015 39,8 % eine Schule. 30,5 % hatten die Schule verlassen. Nie eine Schule besucht haben 27,9 %, was in etwa dem Landesdurchschnitt entspricht. 10,4 % der Einwohner Manatutos haben nur die Vorschule besucht, knapp ein Drittel nur die Grundschule. Weiterführende Schulen haben knapp ein Viertel der Einwohner abgeschlossen. Ein Diplom oder abgeschlossenes Studium können 2,7 % vorweisen, was der Hälfte des Landesdurchschnitts entspricht. Die Analphabetenrate betrug 2015 17,4 % (Frauen: 17,5 %; Männer: 17,3 %). 2004 lag sie noch bei 60,6 %.
| Schulbildung | Schulbildung  | Schulbildung   | Schulbildung        |  | Schulabschluss | Schulabschluss | Schulabschluss | Schulabschluss | Schulabschluss            | Schulabschluss | Schulabschluss |
|              | in der Schule | Schule beendet | nie in einer Schule |  | Vorschule      | Grundschule    | Prä- Sekundär  | Sekundär       | Diplom / Fach- hochschule | Universität    | Kein Abschluss |
| Frauen       | 38,4 %        | 28,9 %         | 30,7 %              |  | 9,9 %          | 29,7 %         | 11,6 %         | 11,3 %         | 0,4 %                     | 1,8 %          | 1,0 %          |
| Männer       | 41,2 %        | 32,0 %         | 25,2 %              |  | 10,8 %         | 32,0 %         | 11,7 %         | 12,8 %         | 0,6 %                     | 2,6 %          | 1,0 %          |
| gesamt       | 39,8 %        | 30,5 %         | 27,9 %              |  | 10,4 %         | 30,9 %         | 11,7 %         | 12,1 %         | 0,5 %                     | 2,2 %          | 1,0 %          |

## Geschichte

Zur Schau aufgestellte Köpfe von Rebellen in der Tranqueira Iliheu Tatua (1913)

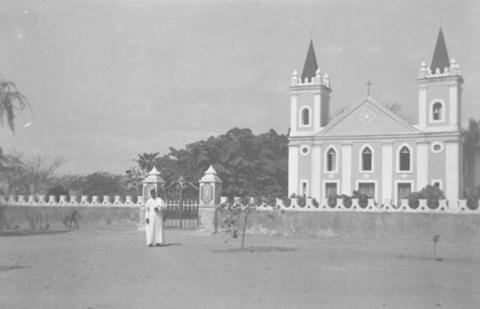
Die Kirche Santo António de Manatuto um 1940

Barique, Laclo, Laclubar, Laicore, Laleia und Manatuto gehörten zu den traditionellen Reichen Timors, die von einem Liurai regiert wurden. Sie erscheinen auf einer Liste von Afonso de Castro, einem ehemaligen Gouverneur von Portugiesisch-Timor, der im Jahre 1868 47 Reiche aufführte.
Mehrere sogenannte Tranqueiras finden sich zwischen den Orten Manatuto und Laclo. Historische, steinerne Wehranlagen, die früher wohl zum Schutz von Siedlungen dienten. Zwei von ihnen liegen im Stadtgebiet von Manatuto: Iliheu Tatua und Sau Huhun.
1670 gründeten Franziskaner Missionen in den Orten Manatuto und Laclo. 1752 wurde zudem in Manatuto eine Kirche errichtet. Während hier christliche Zentren entstanden, bekannten sich bis zum Ende des 19. Jahrhunderts im Hochland kaum Timoresen zum Christentum. Zwar hatte Anfang des 18. Jahrhunderts der Dominikaner Manuel de Santo António in Samoro missioniert und den hiesigen Liurai zum Christentum bekehrt, doch registrierte man 1856 im Hochland keine Christen mehr, während in Manatuto 700 und in Laclo 370 Christen lebten.
1730 zog der portugiesische Gouverneur Pedro de Melo (1729 bis 1731) nach Manatuto und musste dort den Angriff durch 15.000 Krieger abwehren. Nach 85 Tagen gelang es ihm, die Belagerung zu brechen. Zwar konnte er die Rebellen aus dieser Region nicht vertreiben, er schloss aber Bündnisse mit dem Liurai von Manatuto und anderen lokalen Herrschern – ein Umstand, der die Verlagerung der kolonialen Hauptstadt von Lifau nach Dili 1769 erleichtern sollte. Gouverneur Feliciano António Nogueira Lisboa (1788 bis 1790) geriet in Streit mit dem Vertreter der katholischen Kirche in Manatuto, dem Mönch Francisco Luis da Cunha. Beide beschuldigten sich gegenseitig unter anderem der Raubüberfälle und dem Diebstahl von Zolleinnahmen. Um den Gouverneur loszuwerden, wiegelte der Mönch die Einwohner Manatutos zur Rebellion auf. Christianisierte Timoresen drohten die Revolte auf ganz Belu auszudehnen. Schließlich griff der Vizekönig von Goa durch, ließ beide Männer verhaften und von Timor ausweisen. Der neue Gouverneur Joaquim Xavier de Morais Sarmento (1790 bis 1794) brachte die Lage wieder unter Kontrolle. Um 1800 war in Manatuto eine Kompanie von Moradores stationiert, die Portugals Einfluss im wichtigen Zentrum des Herrschaftsbereichs sicherten.

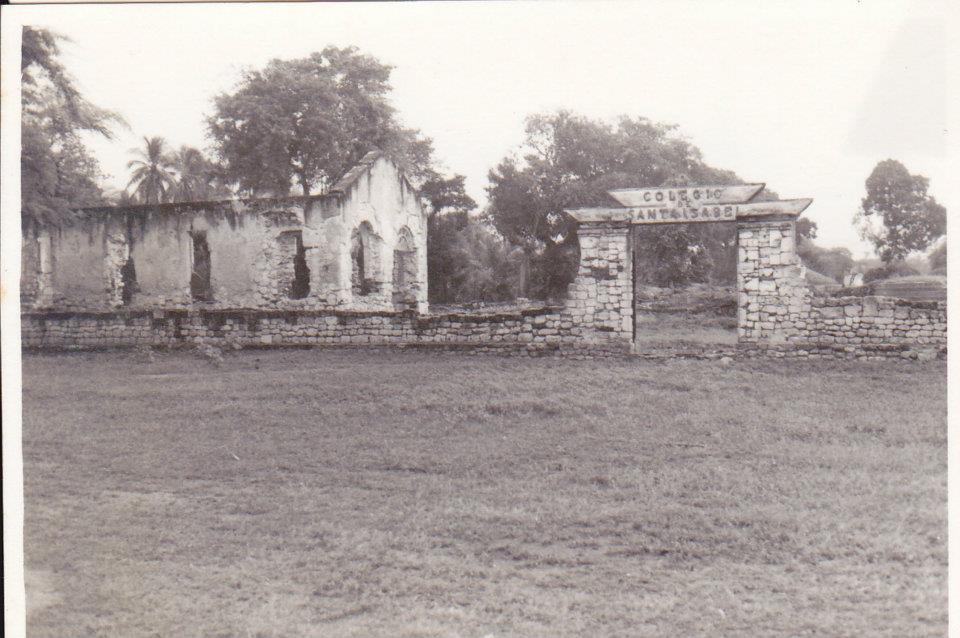
Ruinen des Colégio de Santa Isabel in Manatuto (1970)

Von 1769 bis 1877 residierte Bischof der Kolonie in Manatuto. Unter anderem war er zwischen 1810 und 1812 Mitglied des Conselho Governativo, der die Kolonie regierte, als die Stelle des Gouverneurs vakant war.
Im Krieg von Laleia zwischen 1878 und 1880 rebellierte Dom Manuel dos Remédios, der Liurai von Laleia, gegen den portugiesischen Gouverneur und die katholische Mission, die in Laleia seit 1870 bestand.
Im Frühjahr 1861 brachen in Laclo Revolten gegen die Zwangsarbeiten an öffentlichen Projekten aus. Gouverneur Afonso de Castro entsandte daraufhin Cabeira, einen Veteranen und Kenner des Landes, um eine Basis im Ort Manatuto zu errichten. Doch er konnte nur auf einige Truppen aus Vemasse zurückgreifen. Bereits im April kam es zu Gefechten. Am 26. August wurde die Rebellion in Laclo niedergeschlagen. Das Lager der Rebellen wurde niedergebrannt und den einheimischen Verbündeten Plünderungen und die Kopfjagd auf die Rebellen erlaubt. Im Juni 1863 wurde ein Aufstand in Laga niedergeschlagen. Dabei wurde auch der Rebellenchef von Laclo gefangen genommen.

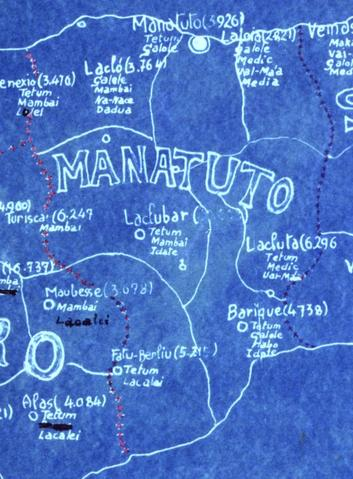
Historische Karte des Verwaltungsbezirks Manatuto mit seinen Postos, deren Einwohnerzahlen und den dort gesprochenen Sprachen (Álbum Fontoura)

1882 kam es zu Kämpfen zwischen Vemasse und Laleia, wofür der portugiesische Kommandant der Militärkommandantur verantwortlich gemacht wurde. 1889 wurde im Ort Manatuto ein Militärposten errichtet, um den Handel besser kontrollieren zu können. 1899 gründeten Jesuiten und Schwestern der Canossianer die Mission in Soibada, die damals aus einfachen Hütten bestand. Der Generalvikar, der für den Süden der Kolonie zuständig war, nahm hier im Jahr 1900 seinen Sitz. Im selben Jahr begann der Bau des Wohnhauses der Missionare, der Herz-Jesu-Kirche und zweier Colégios. Das Colégio Nuno Álvares Pereira für die Jungen wurde 1904 eröffnet. Das Colégio da Imaculada Conceição für Mädchen begann mit seinem Betrieb um 1910. Soibada war in dieser Zeit das religiöse und Bildungszentrum auf Timor. Am 23. Dezember 1910 wurden die Jesuiten aber auf Befehl der neuen, republikanischen Verwaltung aus Soibada vertrieben. Dies bedeutete für die Portugiesen auf Jahre hinaus einen Rückschlag für ihren Einfluss in dieser Region. Erst mit der neuen portugiesischen Verfassung von 1933 und den Gesetzen von 1935 wurde das Dekret von 1910 wieder aufgehoben, Während der Rebellion von Manufahi kam es 1912 in der Region erneut zu Kämpfen. Am 13. Oktober 1936 wurde in Soibada das Priesterseminar Nossa Senhora da Fatima gegründet. Außerdem gab es mit der Escola São Francisco Xavier eine Schule zur Ausbildung von Katecheten. Die Gebäude der Mission entkamen der Zerstörung im Zweiten Weltkrieg durch die Japaner, da der lokale Herrscher Raimundo Doutel Sarmento sich für sie einsetzte. Doch nach dem Krieg begann der Abstieg von Soibada. 1951 wurde das Priesterseminar und die Katechetenschule nach Dare verlegt und in Barique eine Diözese gegründet.
Im Januar 1934 wurde mit den Verwaltungsbezirken (deutsch Circunscrições) ein ziviles Verwaltungssystem für die Kolonie eingeführt. Zum Verwaltungsamt Manatuto gehörten neben den heutigen Gebieten noch die Postos Fatuberlio und Lacluta. Nach der Wiederherstellung der kolonialen Verwaltungsstrukturen nach dem Zweiten Weltkrieg und der japanischen Besetzung während der Schlacht um Timor, wurde 1946 Laclute dem Verwaltungsbezirk Viqueque zugeschlagen. Fatuberlio ging erst zwischen 1956 und 1974 an Manufahi.

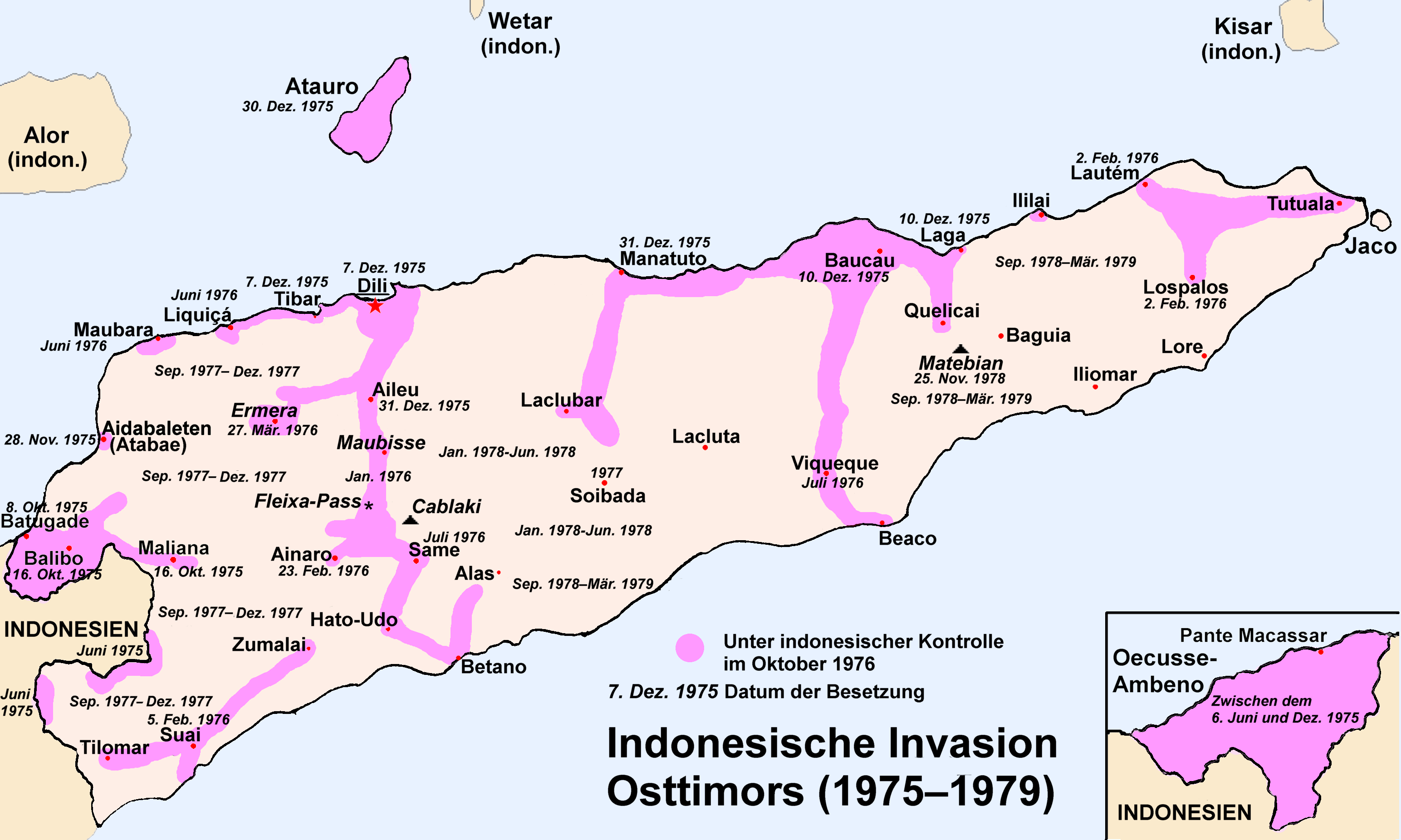
Verlauf der indonesischen Invasion (1975 bis 1979)

Im September 1975 wurden infolge des Bürgerkrieges zwischen FRETILIN und União Democrática Timorense (UDT) zehn UDT-Mitglieder im damaligen Kreis Manaturo ermordet. Am 4. September griffen FRETILIN-Einheiten das Dorf Hatu Conan an und nahmen zwölf UDT-Mitglieder gefangen. Neun von ihnen wurden ermordet. Ein zehntes Opfer wurde am 7. September gefangen genommen, erst erschossen und dann enthauptet.
Soibada wurde direkt nach der indonesischen Invasion 1975 zum Hauptquartier der FRETILIN. Auf deren Kongress wurde hier im Mai 1976 der bisherige Premierminister Osttimors Nicolau dos Reis Lobato offiziell zum militärischen Kommandanten erhoben. Außer in Manatuto entstanden in allen damaligen Subdistrikten des Distrikts Manatuto bases de apoio, in denen die geflohene Zivilbevölkerung sich ansiedelte. Ende 1977 begann die indonesische Armee mit der Zerstörung dieser Widerstandsbasen. Die Menschen wurden auseinandergetrieben oder gefangen genommen. Bis zum Juni 1978 war der Distrikt schließlich vollständig unter indonesischer Kontrolle.
2014 wurden die Distrikte in ganz Osttimor in „Gemeinden“ und die Subdistrikte in „Verwaltungsämter“ umgewandelt.

## Politik
| Administrador Konsellu                    | Administrador Konsellu        |
| ----------------------------------------- | ----------------------------- |
| Manuel Jesus Pires                        | 1930er Jahre                  |
| João da Cruz Caleres Jùnior               | um 1942                       |
| Vater von Estanislau da Silva             | bis zur Nelkenrevolution 1974 |

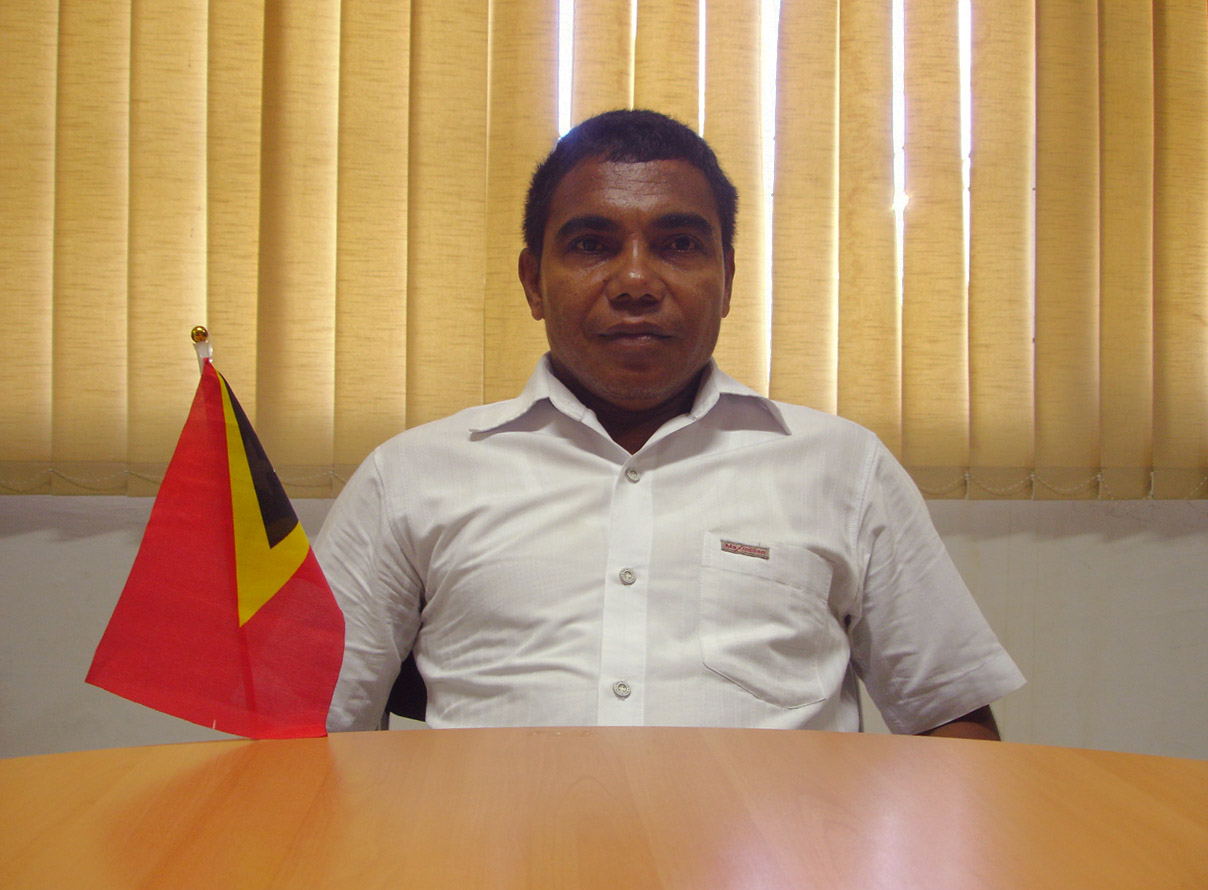
Aleixo Soares, Administrator von Manatuto (2014)

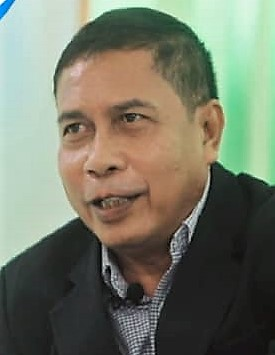
Fernando Domingos de Almeida Sousa Júnior, Administrator von Manatuto (2019)

| Regierungspräsident (Bupati)              |                               |
| Luís Maria da Silva (APODETI)             | Mai 1976–1984                 |
| Elías Enes Cárceres                       | 1984–1989                     |
| José Abílio Osório Soares                 | 1989–1994                     |
| Vidal Doutel Sarmento                     | 1994–2002                     |
| Civil Administrator                       |                               |
| Abel dos Santos Fátima                    | 2000–2002                     |
| Mateus Ximenes Belo                       | 2001                          |
| Administrador                             |                               |
| Elvino Bonaparte do Rêgo                  | 2002 – 2011                   |
| Gaspar da Silva                           | um 2012                       |
| Aleixo Soares                             | 2012 bis 7. August 2015       |
| Fernando Domingos de Almeida Sousa Júnior | 7. August 2015 – 2021         |
| Bernardo Lopes                            | 2021 – 2023                   |
| Presidente da Autoridade Municipal        |                               |
| Luís Fernandes                            | seit 2024                     |

Regierungspräsident (Bupati) während der indonesischen Besatzungszeit war unter anderem José Abílio Osório Soares, der ab September 1992 der letzte indonesische Gouverneur Osttimors war.
Heute wird der Präsident der Gemeindeverwaltung (portugiesisch Presidente da Autoridade Municipal, bis 2024 Administrator) von der Landesregierung Osttimors in Dili ernannt. Unter UN-Verwaltung hatte diesen Posten Abel dos Santos Fátima inne (2000–2002). 2001 war Administrator Mateus Ximenes Belo. Von 2002 bis 2011 wurde das Amt von Elvino Bonaparte do Rêgo bekleidet. Gaspar da Silva folgte in dieser Position, spätestens ab Dezember 2012 dann Aleixo Soares. Soares hatte das Amt auch im Februar 2014 inne. Am 7. August 2015 wurde Fernando Domingos de Almeida Sousa Júnior als neuer Administrator ernannt. Ihm folgte 2021 Bernardo Lopes und als erster Präsident Luís Fernandes.
Bei den Wahlen zur verfassunggebenden Versammlung, aus der später das Nationalparlament hervorging, gewann die FRETILIN in Manatuto mit 47,57 % die meisten Stimmen, sodass sie das damalige Direktmandat erhielt. Bei den Parlamentswahlen 2007 gelang es dem Congresso Nacional da Reconstrução Timorense (CNRT), mit 33,18 % der Stimmen die stärkste Kraft in Manatuto zu werden. Bei den Parlamentswahlen 2012 konnte der CNRT seinen Erfolg mit 45,39 % der Stimmen noch ausbauen. 2017 erhielt der CNRT 31,5 % der Wählerstimmen, die FRETILIN 20,5 %. Bei den vorgezogenen Neuwahlen 2018 erhielt die Aliança para Mudança e Progresso (AMP), der der CNRT nun angehörte, 61,7 % der Stimmen.
Bei den Präsidentschaftswahlen 2007 konnte der unabhängige Kandidat und späterer Wahlsieger José Ramos-Horta in Manatuto bereits in der ersten Runde die meisten Stimmen auf sich vereinen. In der zweiten Runde erhielt er 80,73 %. Auch bei den Präsidentschaftswahlen 2012 gewann der spätere Wahlsieger Taur Matan Ruak in Manatuto schon in der ersten Runde. Er erhielt 35 % der Stimmen. Bei der Stichwahl bekam Taur Matan Ruak in Manatuto 73,55 %. Bei den Präsidentschaftswahlen 2017 holte in Manatuto der landesweite Sieger Francisco Guterres von der FRETILIN die meisten Stimmen. 2022 unterlag Guterres sowohl in Manatuto, als auch in Osttimor gegen José Ramos-Horta.

## Wirtschaft und Infrastruktur
| Anteil Haushalte mit …   |             |                       |
| Ackerbau                 |             |                       |
| Feldfrüchte              | Anteil 2010 | Produktion 2008       |
| Mais                     | 52 %        | 8.550 t               |
| Reis                     | 30 %        | 5.175 t               |
| Maniok                   | 50 %        | 1.998 t               |
| Kokosnüsse               | 39 %        | keine Angaben         |
| Gemüse                   | 39 %        | 358 t (mit Obst)      |
| Kaffee                   | 11 %        | keine Angaben-        |
| Viehzucht                |             |                       |
| Nutzvieh                 | Anteil 2010 | Anzahl der Tiere 2010 |
| Hühner                   | 73 %        | 24.635                |
| Schweine                 | 74 %        | 14.363                |
| Rinder                   | 23 %        | 6.204                 |
| Wasserbüffel             | 19 %        | 8.551                 |
| Pferde                   | 26 %        | 3.115                 |
| Ziegen                   | 33 %        | 8.575                 |
| Schafe                   | 6 %         | 4.048                 |
| Ausstattung              | Anteil 2010 | Anzahl der Haushalte  |
| Radio                    | 25 %        | 1.734                 |
| Fernsehen                | 20 %        | 1.382                 |
| Telefon (Mobil/Festnetz) | 45 %        | 3.114                 |
| Kühlschrank              | 7 %         | 513                   |
| Fahrrad                  | 14 %        | 956                   |
| Motorrad                 | 9 %         | 591                   |
| Auto                     | 3 %         | 217                   |
| Boot                     | 2 %         | 166                   |

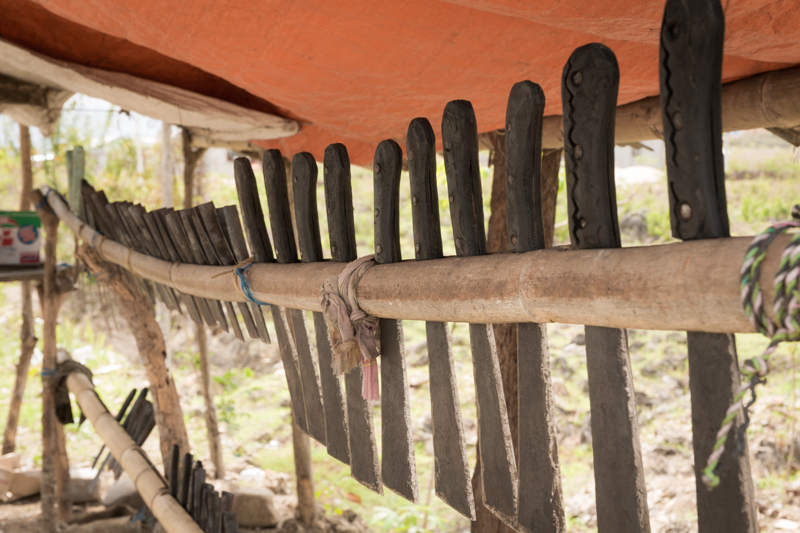
Schmiede in Manatuto

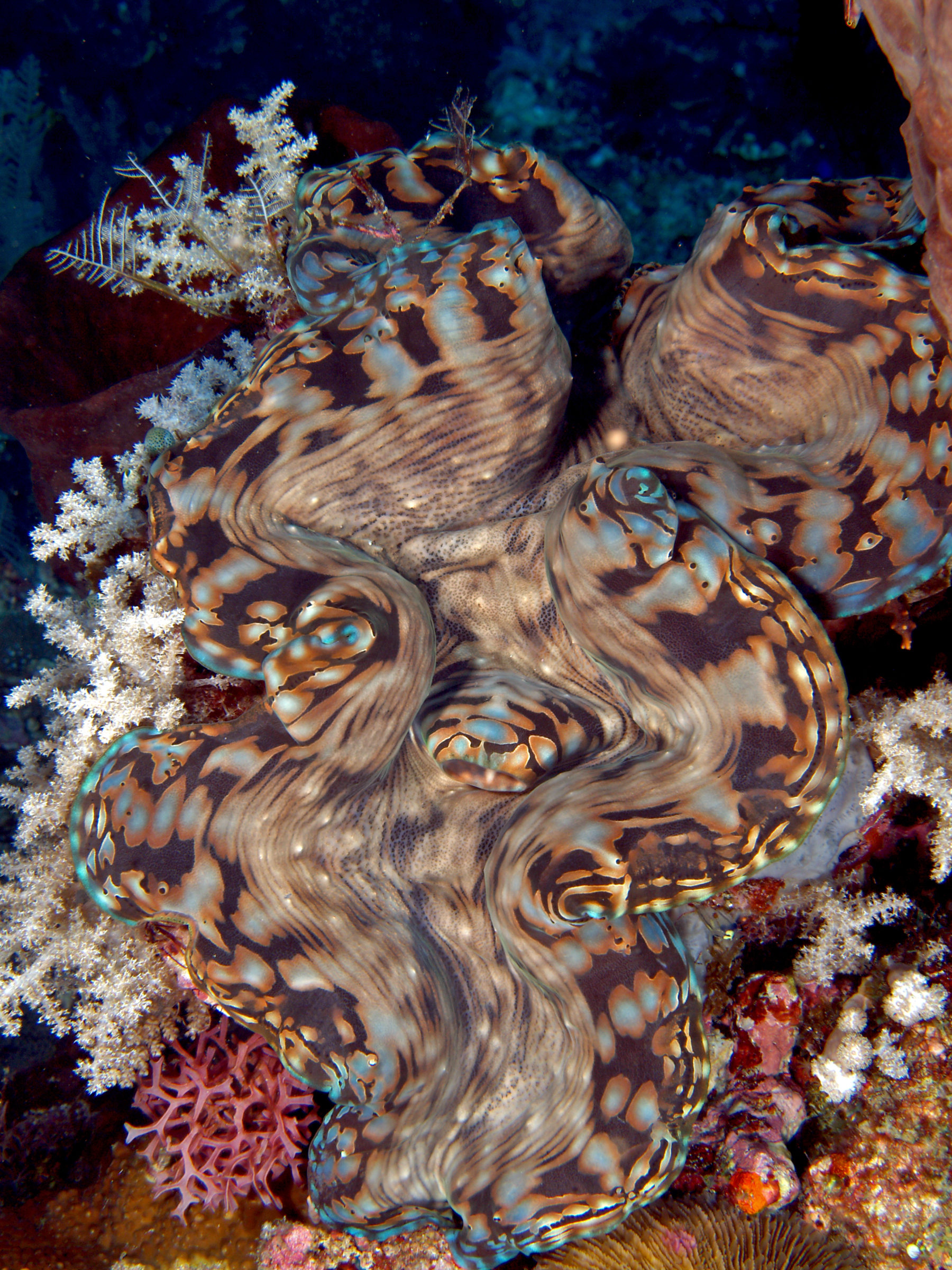
Schuppige Riesenmuschel (Tridacna squamosa) vor der Nordküste Manatutos

Laut der Volkszählung von 2010 arbeiten 40 % aller Einwohner, die zehn Jahre oder älter sind (Landesdurchschnitt: 42 %). 4 % sind arbeitslos (5 %). 65,7 % der Haushalte betreiben Ackerbau, 87,7 % Viehzucht (Stand: 2010). In Uma Boco (Natarbora) befindet sich eine Hochschule für Landwirtschaft.
52 % der Haushalte in der Gemeinde bauen Mais (Produktion 2008: 8550 t) an, 50 % Maniok (1998 t), 39 % Kokosnüsse, 30 % Reis (5175 t) und 30 % Kaffee. Daneben werden für kommerzielle Zwecke Lichtnüsse, Früchte und Gemüse angebaut (insgesamt 944 t). Als Haustiere halten die Menschen hauptsächlich Hühner (24.635 in 73 % der Haushalte) und Schweine (14.363 in 74 % der Haushalte). Daneben auch Ziegen (8.575 in 33 % der Haushalte), Wasserbüffel (8.551 in 19 % der Haushalte), Schafe (4.048 in 6 % der Haushalte), Rinder (6.204 in 23 % der Haushalte) und Pferde (3.115 in 26 % der Haushalte).
Bodenschätze gibt es nur in geringeren Mengen. So finden sich in Manatuto Marmor, Gips, Gold, Eisen, Magnesium, Zink, Erdöl, Erdgas und Chrom.
Vor der Nordküste liegen artenreiche Korallenbänke, die sich für den Tauchtourismus eignen, so im Suco Uma Caduac.

Töpferei in Manatuto
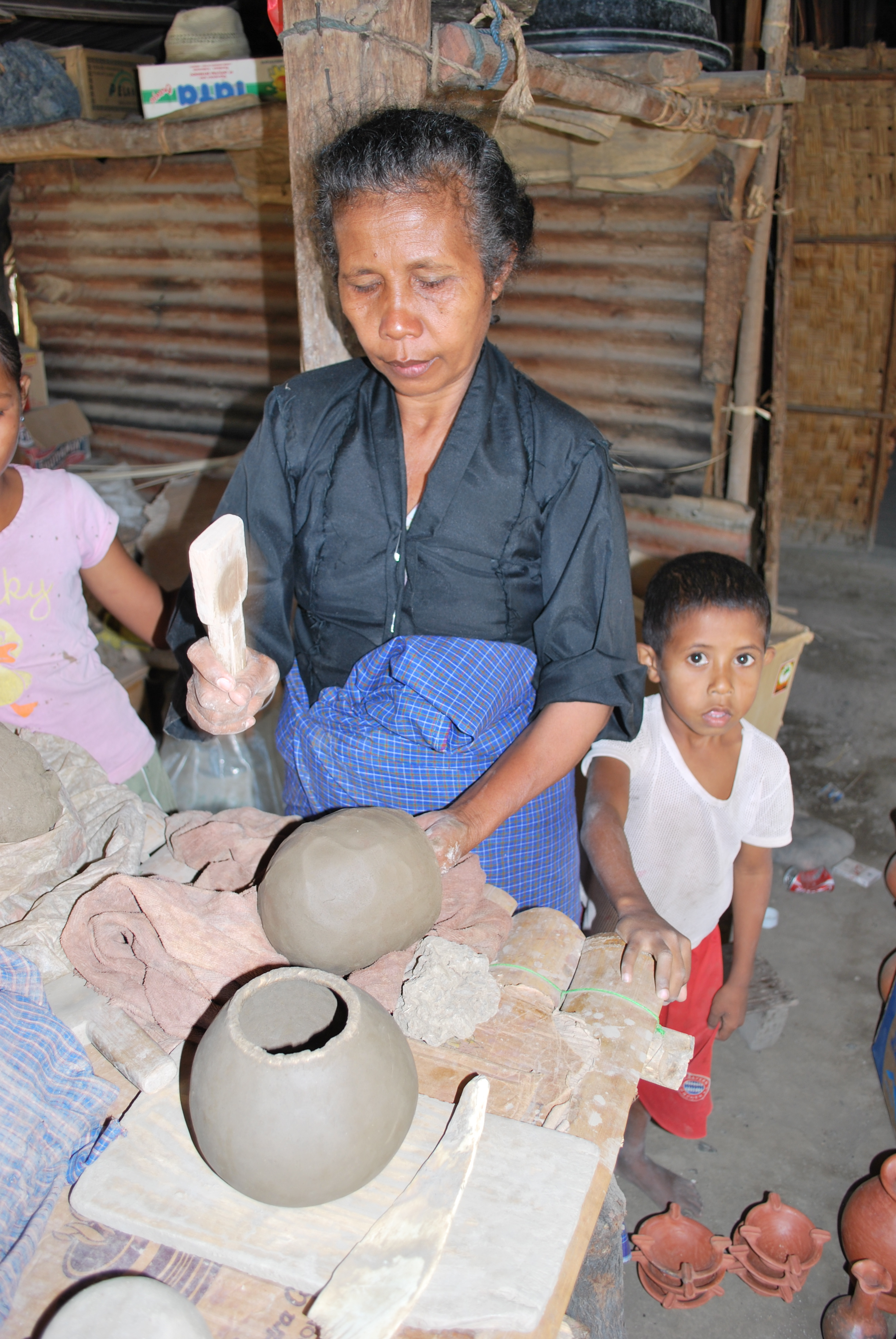
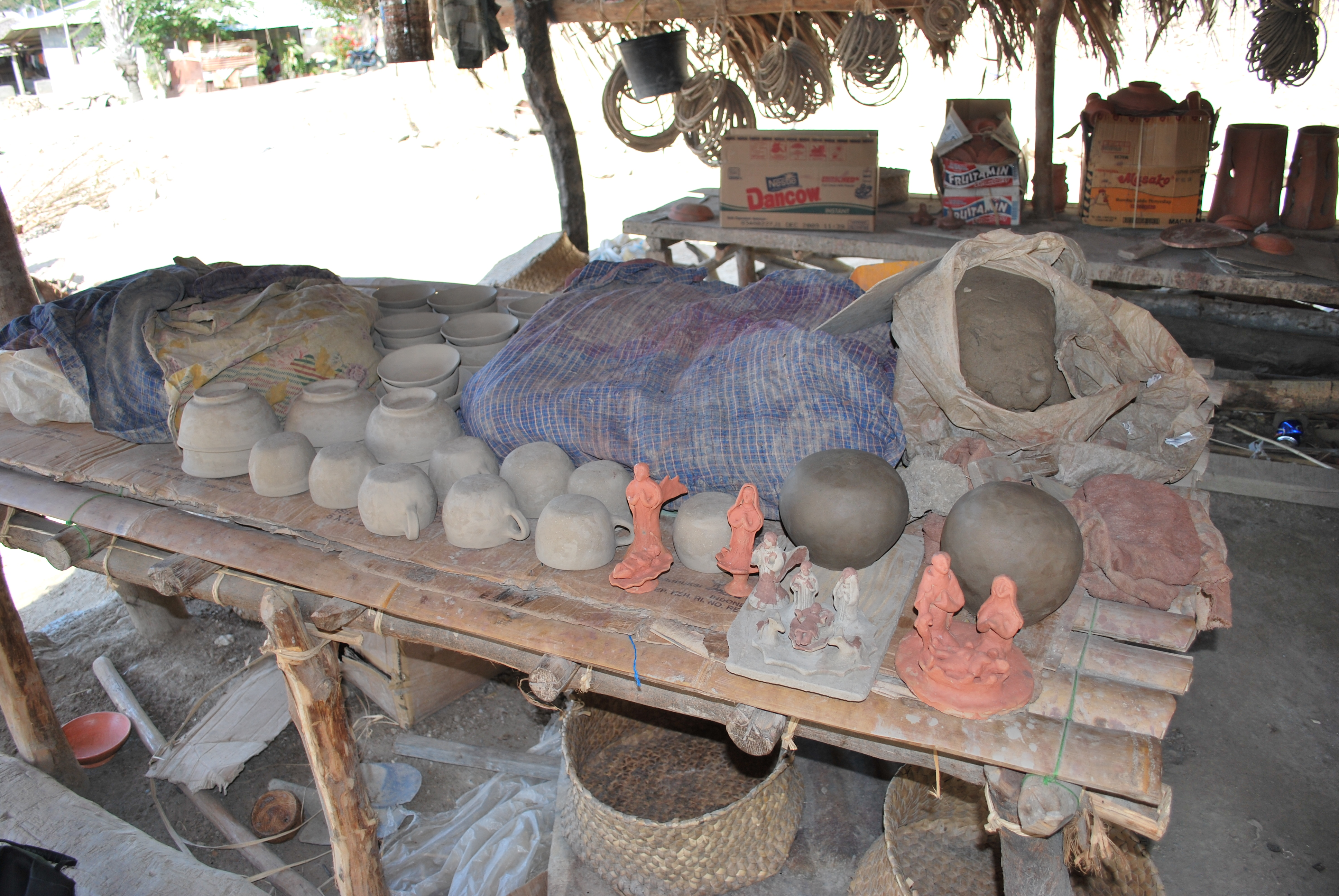
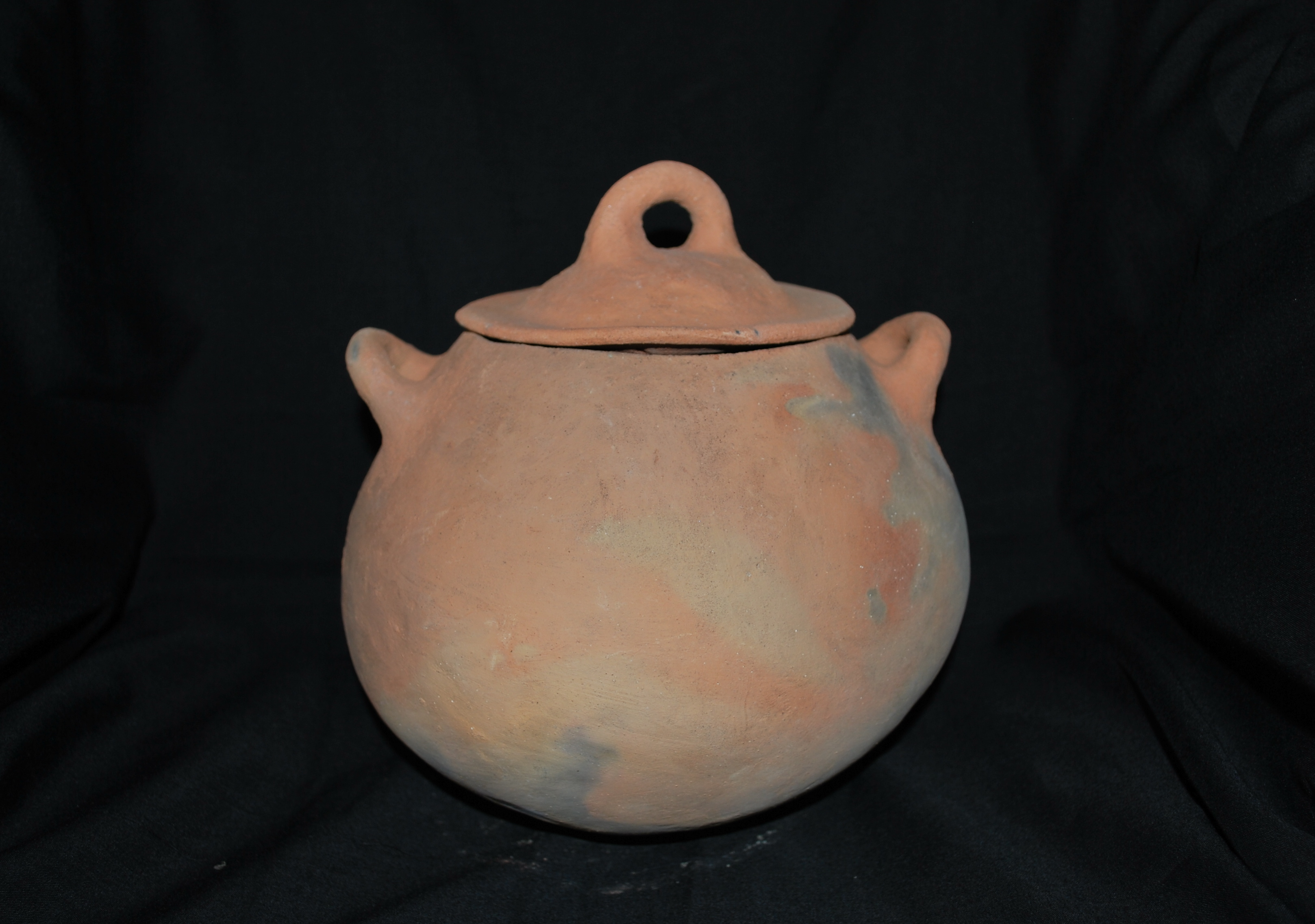
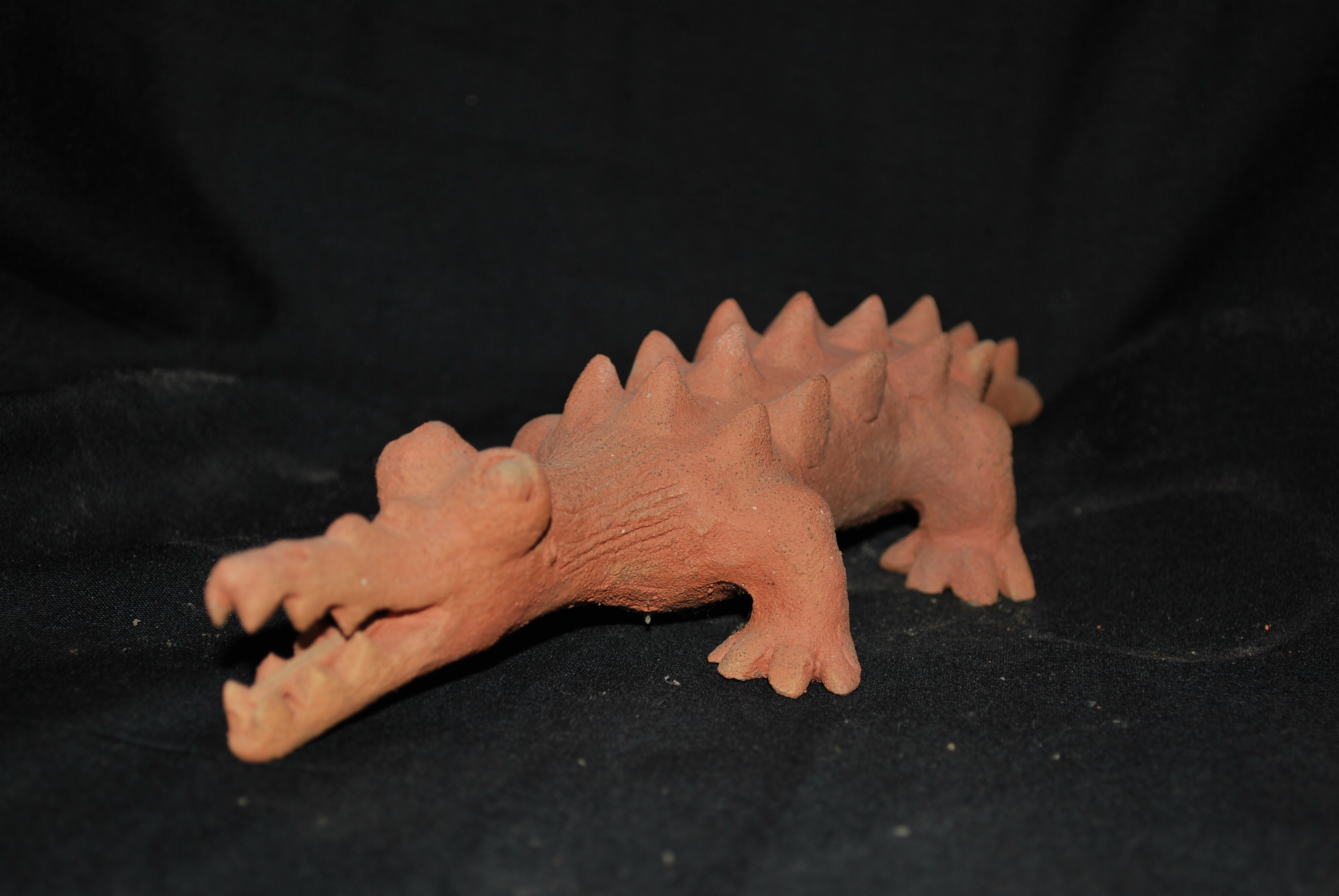
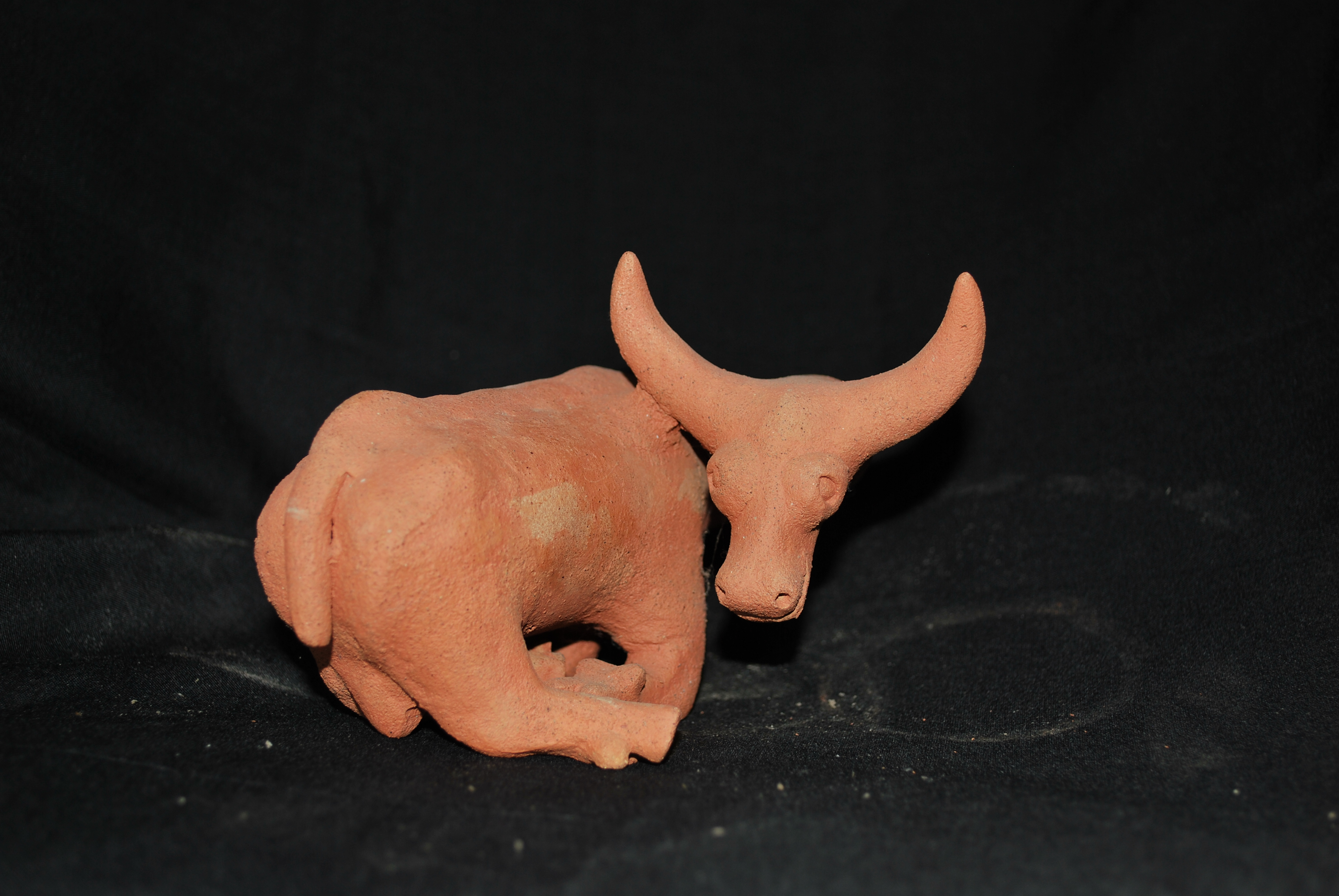
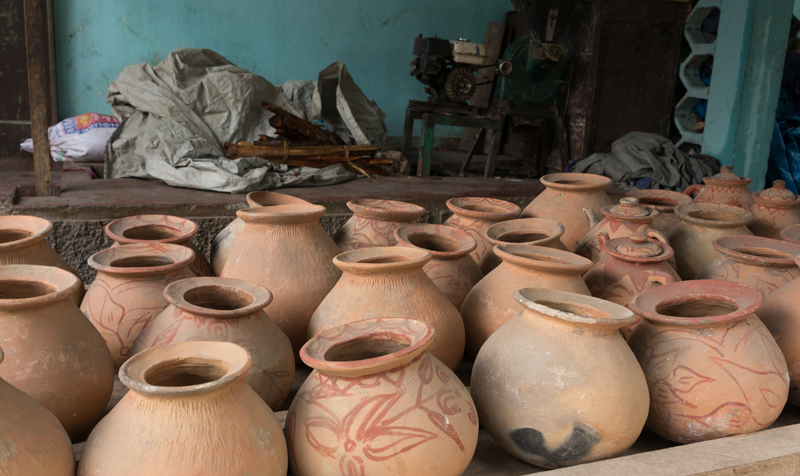

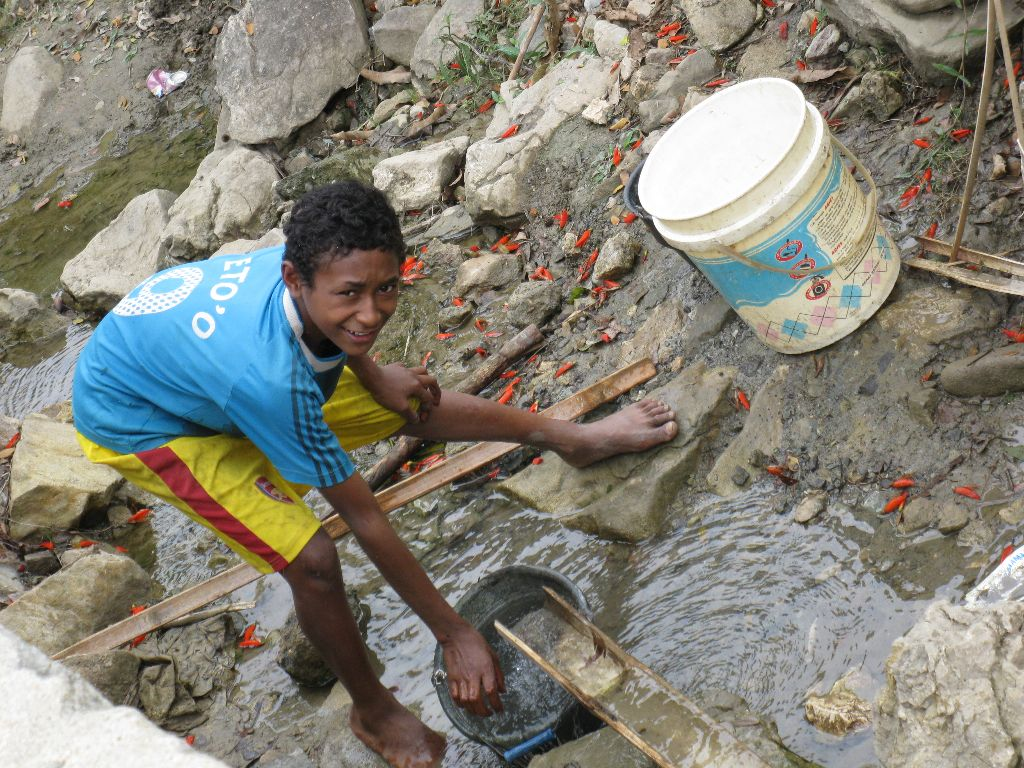
Wasserstelle in Soibada

Der kommunale Radiosender Radio Communidade Ili Wai sendet auf FM 96,1 MHz. Der FRETILIN-Sender Radio Maubere ist auf FM 93,8 MHz zu empfangen. 25 % der Haushalte verfügt über ein Radio. Einen Fernseher haben 20 %. In 45 % der Haushalte gibt es einen Telefonfestnetzanschluss oder ein Handy.
Nur wenige Einwohner Manatutos haben ein eigenes Fahrzeug. In nur 9 % der Haushalte gibt es ein Motorrad, nur 3 % verfügen über ein Auto und auch ein Fahrrad findet sich nur in 14 % der Haushalte.
93 % der Haushalte Manatutos leben in ihrem eigenen Haus, bei weiteren 4 % gehört das Haus einem weiteren Familienmitglied. Nur ein Viertel aller Wohnhäuser bestehen aus Ziegeln oder Beton. Der Großteil der Gebäude wird noch immer aus Naturmaterialien, wie Bambus, Palmwedeln oder Lehm hergestellt. Bei den Dächern haben sich Zink- und Eisenbleche vielerorts durchgesetzt. Allerdings sind 37 % der Wohnhäuser noch mit Palmwedeln oder Stroh gedeckt. Bei über der Hälfte der Wohnhäuser besteht der Boden aus gestampftem Lehm, bei 23 % aus Beton. Insgesamt sind die Naturmaterialien in Manatuto etwas stärker verbreitet als im Landesdurchschnitt. 69 % der Haushalte haben Zugang zu sauberen Trinkwasserquellen (ähnlich im Landesdurchschnitt), wobei nur 20 % das Wasser am oder im Haus haben. Die Bewohner der anderen Haushalte müssen das Trinkwasser aus öffentlichen Leitungen, Brunnen, Quellen oder Gewässern holen. Fast alle Haushalte benutzen Holz zum Kochen. Im Landesdurchschnitt sind es 3 % weniger. 38 % benutzen Strom als Lichtquelle, fast ein Drittel der Einwohner Manatutos verwenden Petroleum um Licht zu erzeugen. 10 % verwenden Kerzen und 7 % die Lichtnuss. Im Landesdurchschnitt benutzt die Hälfte Petroleum und über ein Drittel Elektrizität.
| Anteil Haushalte mit …        |                              |                                        |                                        |                   |                         |                     |                         |               |
| … Hauswänden aus …            |                              |                                        |                                        |                   |                         |                     |                         |               |
| Ziegel/Beton                  | Ziegel/Beton                 | Holz                                   | Bambus                                 | Lehm              | Eisen-/Zinkblech        | Palmwedel           | Natursteine             | Sonstiges     |
| 25 %                          | 25 %                         | 3 %                                    | 38 %                                   | 4 %               | 0 %                     | 28 %                | 1 %                     | 0 %           |
| … Dächern aus …               | … Dächern aus …              | … Dächern aus …                        | … Dächern aus …                        | … Böden aus …     | … Böden aus …           | … Böden aus …       | … Böden aus …           | … Böden aus … |
| Palmwedel / Stroh / Bambus    | Eisen-/Zinkblech             | Dachziegel                             | Sonstiges                              | Beton             | Fliesen                 | Boden/Lehm          | Bambus/Holz             | Sonstiges     |
| 37 %                          | 53 %                         | 0 %                                    | 9 %                                    | 23 %              | 4 %                     | 52 %                | 13 %                    | 7 %           |
| Trinkwasserversorgung durch … |                              |                                        |                                        |                   |                         |                     |                         |               |
| Leitung oder Pumpe im Haus    | Leitung oder Pumpe außerhalb | Öffentliche Leitung, Brunnen, Bohrloch | Öffentliche Leitung, Brunnen, Bohrloch | geschützte Quelle | nicht geschützte Quelle | Oberflächengewässer | Oberflächengewässer     | Sonstiges     |
| 3 %                           | 17 %                         | 38 %                                   | 38 %                                   | 11 %              | 9 %                     | 21 %                | 21 %                    | 1 %           |
| Energiequelle zum Kochen      | Energiequelle zum Kochen     | Energiequelle zum Kochen               | Energiequelle zum Kochen               | Lichtquelle       | Lichtquelle             | Lichtquelle         | Lichtquelle             | Lichtquelle   |
| Elektrizität                  | Petroleum                    | Holz                                   | Sonstiges                              | Elektrizität      | Petroleum               | Holz                | Lichtnuss/ Candle berry | Sonstiges     |
| 2 %                           | 3 %                          | 93 %                                   | 1 %                                    | 38 %              | 32 %                    | 5 %                 | 7 %                     | 18 %          |

## Kultur

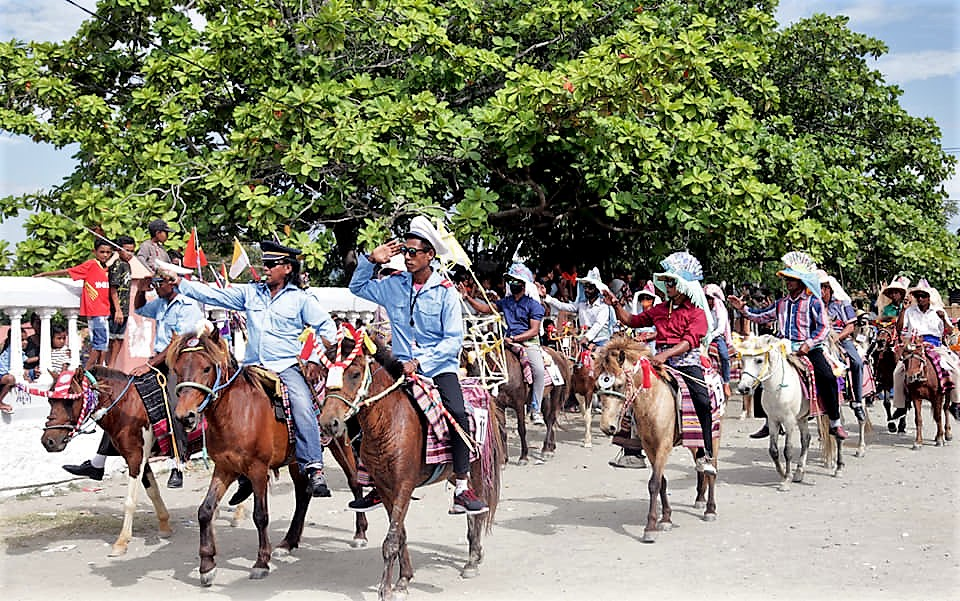
Antoniusfest in Manatuto (2022)

Der heilige Antonius hat seit der Kolonialzeit für die Stadt Manatuto eine große Bedeutung, so dient er als Namenspatron der Kirche und des Hausberges. Er soll hier eine größere Bedeutung als Jesus haben. Gegenstand der Verehrung ist eine Antoniusstatue, die den Namen „Amu Deus Coronel Santo António“ (deutsch Herrgott Oberst heiliger Antonius)  trägt und der man Wunder nachsagt. Jedes Jahr wird am 13. Juni, dem Namenstag des Heiligen, ein großes Fest gefeiert, das Festa do Coronel Santo Antonio (deutsch Fest des heiligen Oberst Antonius). Männer verkleiden sich als Vogelscheuchen. Teil des Festes sind auch Reiterspiele mit prächtig geschmückten Timor-Ponys. Außerdem treten Moradores und Schulkapellen auf. Die alte Antoniusstatue und andere Figuren werden festlich geschmückt präsentiert.

## Partnerschaften
- Torres Novas, Portugal (seit Mai 2000)[59]
- Kingston City, Australien (seit 2005)[60]

## Persönlichkeiten
- Xanana Gusmão (* 1946), Freiheitskämpfer und Politiker
- Domingos Francisco de Sousa (* 1947), Freiheitsaktivist, Autor und Diplomat
- Bernardo Lopes (* 1955), Unabhängigkeitskämpfer, Lehrer und Beamter
- Gabriel Soares (* 1971), Politiker

## Belege
- Ministerium für Staatsverwaltung und Territorialmanagement (englisch)
- Manatuto District Development Plan 2002/2003 (PDF 829 kB)